# Розенталь, Джейн
Джейн Розенталь (англ. Jane Rosenthal, родилась 21 сентября 1956, Провиденс, Род-Айленд, США) — продюсер, работающая в различных жанрах кинематографа. Совместно с Робертом Де Ниро является учредителем и собственником компании Tribeca Productions (производство фильмов и телепрограмм) и кинофестиваля «Трайбека». С 1992 года регулярно выступает организатором кино-проектов с участием Де Ниро.

## Биография
Джейн Розенталь родилась и выросла в Провиденсе, там же закончила престижный Брауновский университет. Позже продолжила образование в Университете Нью-Йорка. Карьеру телевизионного менеджера начала в Лос-Анджелесском подразделении CBS, где в течение 9 лет на различных вспомогательных должностях принимала участие в создании более 70 кинофильмов и телевизионных программ.
В 1989 году вместе с Робертом Де Ниро выступила соучредителем компании «Трайбека Продакшс» (название получено от ТрайБеКа //англ. TRIangle BElow CAnal Street — буквально Трёхсторонний перекрёсток южнее Ченел стрит// — распространённое название района Нижнего Манхэттена, отдельного юридического статуса не имеющего).
В 1993 году выступает продюсером второго проекта Де Ниро в качестве режиссёра — «Бронкская история». Фильм большого зрительского и кассового успеха не получил. Через три года Розенталь продюсирует новую картину с участием Роберта Де Ниро — «Комната Марвина». Позитивный духовный посыл литературной основы (одноимённой пьесы Скотта МакФерсона), профессиональная работа съёмочной группы и талантливых актёров дали положительный результат. Джейн Розенталь совместно со всеми участниками проекта получила на фестивале в Нью-Йорке главный приз — премию Святого Христофора, вручаемую в области литературы и кинематографа за пропаганду идей гуманизма. В 1997 году фильм получил главный приз «Святой Георгий Победоносец» на Московском международном кинофестивале. В 1997 году Джейн Розенталь выпускает в прокат очень успешный фильм «Плутовство». Фильм 12 раз был номинантом на самые престижные кино-премии, при бюджете в 15 миллионов долларов по кассовым сборам троекратно превысил эту сумму, сюжетные ходы и фразы из фильма цитируются не только по-английски.
Дальнейшие фильмы от Розенталь («Анализируй это» (1999), «Приключения Рокки и Буллвинкля» (2000), «Знакомство с родителями» (2000)) отличались скорее коммерческим успехом, чем художественной ценностью.
В 2002 году, спустя несколько месяцев после трагедии 11 сентября 2001 года, Роберт Де Ниро, Джейн Розенталь и её муж Крейг Хаткофф объявили об учреждении кинофестиваля Трайбека, главной целью создания которого стало привлечение средств от проката конкурсных фильмов и финансирование за счёт их восстановления районов Нижнего Манхэттена, пострадавших от атаки террористов.
Вся дальнейшая деятельность Джейн Розенталь направлена как на производство коммерческого кино, так и на популяризацию фестиваля.
В браке с Крейгом Хаткоффом у Джейн родились две дочери — Джулиана и Изабелла.

## Фильмография
Работы в кино в качестве продюсера:
- 1992 — «Громовое сердце» / Thunderheart
- 1992 — «Ночь и город» / Night and the City
- 1993 — «Бронкская история» / A Bronx Tale
- 1996 — «Верность» / Faithful
- 1996 — «Комната Марвина» / Marvin’s Room
- 1997 — «Плутовство» / Wag the Dog
- 1999 — «Анализируй это» / Analyze This
- 1999 — «Энтропия» / Entropy
- 1999 — «Без изъяна» / Flawless
- 2000 — «Приключения Рокки и Буллвинкля» / The Adventures of Rocky and Bullwinkle
- 2000 — «Знакомство с родителями» / Meet the Parents
- 2001 — «Тюремная песня» / Prison Song
- 2002 — Шоу начинается / Showtime
- 2002 — «Мой мальчик» / About a Boy
- 2002 — «Анализируй то» / Analyze That
- 2004 — «Дом Д» / англ. House of D
- 2004 — «Красота по-английски» / Stage Beauty
- 2004 — «Знакомство с Факерами» / Meet the Fockers
- 2005 — «Богема» (иногда — «Рента») / Rent
- 2006 — «Ложное искушение» / The Good Shepherd
- 2006 — «Мост и туннель» / Bridge and Tunnel
- 2007 — «Шугарлэнд» / Bridge and Tunnel
- 2007 — «Первый» / First Man
- 2007 — «36»
- 2008 — «Однажды в Голливуде» / What Just Happened
- 2010 — «Фрэнки-Машина» / Frankie Machine (в процессе съёмок)